# Campeonato Africano de Atletismo de 2002
A 13ª edição do Campeonato Africano de Atletismo foi organizado pela Confederação Africana de Atletismo no período de 6 a 10 de agosto de 2002 no Stade du 7 novembre, em Tunes, na Tunísia. Foram disputadas 43 provas, com a presença de 412 atletas de 42 nacionalidades. 

## Medalhistas

### Masculino
| Evento                  | Ouro                                                                              | Ouro     | Prata                                                                                    | Prata    | Bronze                                                                          | Bronze   |
| ----------------------- | --------------------------------------------------------------------------------- | -------- | ---------------------------------------------------------------------------------------- | -------- | ------------------------------------------------------------------------------- | -------- |
| 100 metros              | Frankie Fredericks · Namíbia                                                      | 9.93     | Uchenna Emedolu · Nigéria                                                                | 10.00    | Idrissa Sanou · Burquina Fasso                                                  | 10.16    |
| 200 metros              | Frankie Fredericks · Namíbia                                                      | 20.10    | Abdul Aziz Zakari · Gana                                                                 | 20.33    | Oumar Loum · Senegal                                                            | 20.37    |
| 400 metros              | Eric Milazar · Maurícia                                                           | 45.67    | Sofiène Labidi · Tunísia                                                                 | 45.87    | Marcus la Grange · África do Sul                                                | 45.95    |
| 800 metros              | Djabir Saïd-Guerni · Argélia                                                      | 1:45.52  | William Yiampoy · Quénia                                                                 | 1:45.79  | Mbulaeni Mulaudzi · África do Sul                                               | 1:46.20  |
| 1 500 metros            | Bernard Lagat · Quénia                                                            | 3:38.11  | Laban Rotich · Quénia                                                                    | 3:38.60  | Abdelkader Hachlaf · Marrocos                                                   | 3:38.78  |
| 5 000 metros            | Paul Bitok · Quénia                                                               | 13:31.95 | Benjamin Limo · Quénia                                                                   | 13:32.10 | Mohamed Amine · Marrocos                                                        | 13:33.98 |
| 10 000 metros           | Paul Malakwen Kosgei · Quénia                                                     | 28:44.81 | John Cheruiyot Korir · Quénia                                                            | 28:45.23 | Benjamin Maiyo · Quénia                                                         | 28:45.24 |
| 110 metros barreiras    | Shaun Bownes · África do Sul                                                      | 13.36    | Joseph-Berlioz Randriamihaja · Madagascar                                                | 13.80    | Sultan Tucker · Libéria                                                         | 13.98    |
| 400 metros barreiras    | Llewellyn Herbert · África do Sul                                                 | 49.76    | Willie Smith · Namíbia                                                                   | 50.03    | Héni Kechi · Tunísia                                                            | 50.44    |
| 3 000 metros obstáculos | Brahim Boulami · Marrocos                                                         | 8:19.51  | Wilson Boit Kipketer · Quénia                                                            | 8:20.92  | Stephen Cherono · Quénia                                                        | 8:23.85  |
| 4×100 metros estafetas  | Nigéria · Taiwo Ajibade · Chinedu Oriala · Sunday Emmanuel · Uchenna Emedolu      | 39.76    | Senegal · Malang Sané · Abdou Demba Lam · Jacques Sambou · Oumar Loum                    | 40.08    | Maurícia · David Victoire · Fernando Augustin · Arnaud Casquette · Eric Milazar | 40.27    |
| 4×400 metros estafetas  | Marrocos · Abdellatif El Ghazaoui · Nabil Jabir · Ismael Daif · Abdelkrim Khoudri | 3:09.72  | Maurícia · Jean-François Degrâce · Fernando Augustin · Kursley Montimerdo · Eric Milazar | 3:10.14  | Senegal · Ousmane Niang · Seydina Doucouré · Jacques Sambou · Oumar Loum        | 3:14.40  |
| 20 km marcha            | Hatem Ghoula · Tunísia                                                            | 1:26:42  | Moussa Aouanouk · Argélia                                                                | 1:30:27  | Karim Boudhiba · Tunísia                                                        | 1:35:05  |
| Salto em altura         | Abderrahmane Hammad · Argélia                                                     | 2.25     | Kabelo Mmono · Botswana                                                                  | 2.10     | Mohamed Bradai · Argélia                                                        | 2.10     |
| Salto à vara            | Karim Sène · Senegal                                                              | 5.00     | Béchir Zaghouani · Tunísia                                                               | 4.90     | Mohamed Benyahia · Argélia                                                      | 4.80     |
| Salto em comprimento    | Younès Moudrik · Marrocos                                                         | 8.06     | Hatem Mersal · Egito                                                                     | 8.02     | Nabil Adamou · Argélia                                                          | 7.98     |
| Salto triplo            | Olivier Sanou · Burquina Fasso                                                    | 17.06    | Andrew Owusu · Gana                                                                      | 17.02    | Abdou Demba Lam · Senegal                                                       | 16.34    |
| Lançamento do peso      | Janus Robberts · África do Sul                                                    | 19.73    | Hicham Aït Aha · Marrocos                                                                | 17.18    | Mohamed Meddeb · Tunísia                                                        | 16.40    |
| Lançamento do disco     | Janus Robberts · África do Sul                                                    | 54.32    | Walid Boudaoui · Argélia                                                                 | 49.49    | Omar Ahmed El Ghazali · Egito                                                   | 48.17    |
| Lançamento do martelo   | Chris Harmse · África do Sul                                                      | 76.07    | Yamen Hussein Abdel Moneim · Egito                                                       | 69.19    | Saber Souid · Tunísia                                                           | 68.40    |
| Lançamento do dardo     | Gerhardus Pienaar · África do Sul                                                 | 78.63    | Walid Abderrazak Mohamed · Egito                                                         | 70.86    | Mohamed Ali Ben Zina · Tunísia                                                  | 66.69    |
| Decatlo                 | Hamdi Dhouibi · Tunísia                                                           | 7965 pts | Anis Riahi · Tunísia                                                                     | 7363 pts | Rédouane Youcef · Argélia                                                       | 7089 pts |

### Feminino
| Evento                 | Ouro                                                                                      | Ouro     | Prata                                                                                                | Prata    | Bronze                                                                    | Bronze    |
| ---------------------- | ----------------------------------------------------------------------------------------- | -------- | --- | -------- | ------------------------------------------------------------------------- | --------- |
| 100 metros             | Endurance Ojokolo · Nigéria                                                               | 11.15    | Myriam Léonie Mani · Camarões                                                                        | 11.29    | Chinedu Odozor · Nigéria                                                  | 11.32     |
| 200 metros             | Nadjina Kaltouma · Chade                                                                  | 22.80    | Aïda Diop · Senegal                                                                                  | 23.29    | Myriam Léonie Mani · Camarões                                             | 23.30     |
| 400 metros             | Nadjina Kaltouma · Chade                                                                  | 51.09    | Mireille Nguimgo · Camarões                                                                          | 51.61    | Awatef Ben Hassine · Tunísia                                              | 52.22     |
| 800 metros             | Maria de Lurdes Mutola · Moçambique                                                       | 2:03.11  | Agnes Samaria · Namíbia                                                                              | 2:03.63  | Mina Aït Hammou · Marrocos                                                | 2:03.94   |
| 1 500 metros           | Jackline Maranga · Quénia                                                                 | 4:18.91  | Abir Nakhli · Tunísia                                                                                | 4:19.02  | Hasna Benhassi · Marrocos                                                 | 4:20.15   |
| 5 000 metros           | Berhane Adere · Etiópia                                                                   | 15:51.08 | Dorcus Inzikuru · Uganda                                                                             | 15:54.22 | Ejegayehu Dibaba · Etiópia                                                | 15:56.02  |
| 10 000 metros          | Susan Chepkemei · Quénia                                                                  | 31:45.14 | Leah Malot · Quénia                                                                                  | 32:00.78 | Eyerusalem Kuma · Etiópia                                                 | 32:21.60  |
| 100 metros barreiras   | Lalanirina Rosa Rakotozafy · Madagascar                                                   | 13.13    | Angela Atede · Nigéria                                                                               | 13.16    | Kéné Ndoye · Senegal                                                      | 13.72     |
| 400 metros barreiras   | Zahra Lachgar · Marrocos                                                                  | 57.91    | Carole Kaboud Mebam · Camarões                                                                       | 58.11    | Mame Tacko Diouf · Senegal                                                | 58.86     |
| 4×100 metros estafetas | África do Sul · Dikeledi Moropane · Geraldine Pillay · Dominique Koster · Janice Josephs  | 45.60    | Costa do Marfim · Christiane Yao · Makaridja Sanganoko · Matagari Diazasouba · Amandine Allou Affoue | 47.15    | Gana · Georgina Sowah · Vida Bruce · Gifty Addy · Aisha Primang           | 47.41     |
| 4×400 metros estafetas | Camarões · Hortense Béwouda · Carole Kaboud Mebam · Myriam Léonie Mani · Mireille Nguimgo | 3:35.33  | Nigéria · Hajarat Yusuf · Oluyemi Fagbamila · Pauline Ibeagha · Kudirat Akhigbe                      | 3:38.25  | Argélia · Houria Moussa · Sarah Bouaoudia · Nahida Touhami · Sarah Arrous | 3:39.70   |
| 10 km marcha           | Nagwa Ibrahim Saleh Ali · Egito                                                           | 49:26    | Bahia Boussad · Argélia                                                                              | 49:57    | Grace Wanjiru · Quénia                                                    | 51:35     |
| Salto em altura        | Hestrie Cloete · África do Sul                                                            | 1.95     | Amina Lemgherbi · Argélia                                                                            | 1.70     | Hanen Dhouibi · Tunísia                                                   | 1.70      |
| Salto à vara           | Syrine Balti · Tunísia                                                                    | 4.06     | Aïda Mohsni · Tunísia                                                                                | 3.60     | Asma Akkari · Tunísia                                                     | 3.40      |
| Salto em comprimento   | Françoise Mbango Etone · Camarões                                                         | 6.68     | Kéné Ndoye · Senegal                                                                                 | 6.45     | Chinedu Odozor · Nigéria                                                  | 6.39      |
| Salto triplo           | Françoise Mbango Etone · Camarões                                                         | 14.95    | Kene Ndoye · Senegal                                                                                 | 14.28    | Baya Rahouli · Nigéria                                                    | 13.78     |
| Arremesso de peso      | Vivian Chukwuemeka · Nigéria                                                              | 17.60    | Amel Ben Khaled · Tunísia                                                                            | 15.94    | Wafa Ismail El Baghdadi · Egito                                           | 15.43     |
| Lançamento do disco    | Monia Kari · Tunísia                                                                      | 55.28    | Vivian Chukwuemeka · Nigéria                                                                         | 54.12    | Elizna Naudé · África do Sul                                              | 51.89     |
| Lançamento do martelo  | Marwa Hussein Arafat · Egito                                                              | 61.64    | Caroline Fournier · Maurícia                                                                         | 58.39    | Hayat El Ghazi · Marrocos                                                 | 58.27     |
| Lançamento do dardo    | Aïda Sellam · Tunísia                                                                     | 55.46    | Sorochukwu Ihuefo · Nigéria                                                                          | 55.30    | Bernadette Ravina · Maurícia                                              | 51.49     |
| Heptatlo               | Margaret Simpson · Gana                                                                   | 6105 pts | Stéphanie Domaingue · Maurícia                                                                       | 5206 pts | Imen Chatbri · Tunísia                                                    | 5103 pnts |

## Quadro de medalhas
| Ordem | País            | Medalha de ouro | Medalha de prata | Medalha de bronze | Total |
| ----- | --------------- | --------------- | ---------------- | ----------------- | ----- |
| 1     | África do Sul   | 8               | 0                | 3                 | 11    |
| 2     | Tunísia         | 5               | 6                | 9                 | 20    |
| 3     | Quênia          | 5               | 6                | 3                 | 14    |
| 4     | Marrocos        | 4               | 1                | 5                 | 10    |
| 5     | Nigéria         | 3               | 5                | 2                 | 10    |
| 6     | Camarões        | 3               | 3                | 1                 | 7     |
| 7     | Argélia         | 2               | 4                | 6                 | 12    |
| 8     | Egito           | 2               | 3                | 2                 | 7     |
| 9     | Namíbia         | 2               | 2                | 0                 | 4     |
| 10    | Chade           | 2               | 0                | 0                 | 2     |
| 11    | Senegal         | 1               | 4                | 5                 | 10    |
| 12    | Ilhas Maurícias | 1               | 3                | 2                 | 6     |
| 13    | Gana            | 1               | 2                | 1                 | 4     |
| 14    | Madagáscar      | 1               | 1                | 0                 | 2     |
| 15    | Etiópia         | 1               | 0                | 2                 | 3     |
| 16    | Burquina Fasso  | 1               | 0                | 1                 | 2     |
| 17    | Moçambique      | 1               | 0                | 0                 | 1     |
| 18=   | Botswana        | 0               | 1                | 0                 | 1     |
| 18=   | Costa do Marfim | 0               | 1                | 0                 | 1     |
| 18=   | Uganda          | 0               | 1                | 0                 | 1     |
| 21    | Libéria         | 0               | 0                | 1                 | 1     |

## Participantes
Um total de 412 atletas de 42 nacionalidades participaram do evento.
- Argélia (50)
- Angola (3)
- Benim (7)
- Botswana (10)
- Burquina Fasso (5)
- Burundi (4)
- Camarões (8)
- Cabo Verde (1)
- Chade (3)
- Comores (1)
- Djibuti (3)
- Egito (14)
- Guiné Equatorial (1)
- Eritreia (13)
- Etiópia (17)
- Gabão (4)
- Gana (10)
- Guiné (2)
- Costa do Marfim (11)
- Quênia (22)
- Libéria (8)
- Líbia (15)
- Madagáscar (4)
- Mali (3)
- Mauritânia (2)
- Ilhas Maurícias (16)
- Marrocos (37)
- Moçambique (1)
- Namíbia (9)
- Nigéria (17)
- República do Congo (1)
- Ruanda (4)
- São Tomé e Príncipe (1)
- Senegal (22)
- Seicheles (2)
- Somália (5)
- África do Sul (15)
- Sudão (2)
- Togo (3)
- Tunísia (53)
- Uganda (2)
- Zimbabwe (1)

Legenda
| Recorde mundial       | Recorde mundial (World record)               |                       | Recorde africano                      | Recorde africano (African) |                                           | Q | Classificado por posição (Qualified) |
| Recorde do campeonato | Recorde do campeonato (Championship record)  | Recorde da América    | Recorde da América (Americas)         | q                          | Classificado por melhor tempo (Qualified) |   |                                      |
| Melhor marca do ano   | Melhor marca do ano (World leading)          | Recorde asiático      | Recorde asiático (Asian)              | DNS                        | Não largou (Did not start)                |   |                                      |
| Recorde nacional      | Recorde nacional (National record)           | Recorde europeu       | Recorde europeu (European)            | DNF                        | Não terminou (Did not finish)             |   |                                      |
| Recorde pessoal       | Recorde pessoal do atleta (Personal best)    | Recorde da Oceania    | Recorde da Oceania (Oceania)          | DSQ / DQ                   | Desclassificado (Disqualified)            |   |                                      |
| Recorde da temporada  | Recorde da temporada do atleta (Season best) | Recorde sul-americano | Recorde sul-americano (South America) | NM                         | Sem marca (No mark)                       |   |                                      |